# 오를롭스카야 프라브다
오를롭스카야 프라브다(러시아어: Орло́вская пра́вда)는 오룔 주에서 발간되는 신문이다. 1917년에 발간되었다. 용지는 A2이고, 4장으로 구성되었고 4만1,000명이 이 신문을 본다. 현재 편집장은 알렉산드르 티호노프(Александр Николаевич Тихонов)이다.